# John Oliver
John William Oliver (ur. 23 kwietnia 1977 w Birmingham) – brytyjski komik i aktor. Jest prowadzącym program Last Week Tonight with John Oliver nadawanym w stacji HBO od 27 kwietnia 2014. Wcześniej był jednym z korespondentów i scenarzystów amerykańskiego programu satyrycznego The Daily Show, który opuścił pod koniec 2013. Okazjonalnie występował w serialu komediowym Community, gdzie grał rolę profesora Iana Duncana.